# Terry Burnham
Terry Burnham est une actrice américaine née le 8 août 1949 à Los Angeles et décédée le 7 octobre 2013 à Long Beach en Californie.

## Biographie
Terry Burnham débute tôt dans les années 1950, comme l'Américaine blonde. 
Elle se retire en 1971.

## Filmographie
- 1959 : Mirage de la vie (Imitation of Life)
- 1960 : La Quatrième Dimension : Cauchemar : Markie
- 1962 : I Love My Doctor
- 1966 : Quel numéro ce faux numéro!